# Soissons-sur-Nacey
Soissons-sur-Nacey és un municipi francès, situat al departament de la Costa d'Or i a la regió de Borgonya - Franc Comtat. L'any 2007 tenia 303 habitants.

## Demografia

### Població
El 2007 la població de fet de Soissons-sur-Nacey era de 303 persones. Hi havia 104 famílies, de les quals 20 eren unipersonals (8 homes vivint sols i 12 dones vivint soles), 28 parelles sense fills, 52 parelles amb fills i 4 famílies monoparentals amb fills.
La població ha evolucionat segons el següent gràfic:
Habitants censats

### Habitatges
El 2007 hi havia 133 habitatges, 109 eren l'habitatge principal de la família, 9 eren segones residències i 15 estaven desocupats. Tots els 133 habitatges eren cases. Dels 109 habitatges principals, 102 estaven ocupats pels seus propietaris, 4 estaven llogats i ocupats pels llogaters i 3 estaven cedits a títol gratuït; 2 tenien dues cambres, 15 en tenien tres, 23 en tenien quatre i 69 en tenien cinc o més. 102 habitatges disposaven pel capbaix d'una plaça de pàrquing. A 37 habitatges hi havia un automòbil i a 65 n'hi havia dos o més.

### Piràmide de població
La piràmide de població per edats i sexe el 2009 era:
| Homes | Edats   | Dones |
| ----- | ------- | ----- |
| 0     | 95 o +  | 4     |
| 0     | 90 a 94 | 0     |
| 0     | 85 a 89 | 0     |
| 0     | 80 a 84 | 4     |
| 0     | 75 a 79 | 0     |
| 4     | 70 a 74 | 0     |
| 12    | 65 a 69 | 4     |
| 16    | 60 a 64 | 16    |
| 8     | 55 a 59 | 8     |
| 8     | 50 a 54 | 12    |
| 8     | 45 a 49 | 0     |
| 8     | 40 a 44 | 12    |
| 8     | 35 a 39 | 4     |
| 12    | 30 a 34 | 12    |
| 0     | 25 a 29 | 0     |
| 4     | 20 a 24 | 4     |
| 4     | 15 a 19 | 4     |
| 8     | 10 a 14 | 8     |
| 0     | 5 a 9   | 4     |
| 16    | 0 a 4   | 8     |

## Economia
El 2007 la població en edat de treballar era de 182 persones, 122 eren actives i 60 eren inactives. De les 122 persones actives 114 estaven ocupades (60 homes i 54 dones) i 8 estaven aturades (2 homes i 6 dones). De les 60 persones inactives 21 estaven jubilades, 21 estaven estudiant i 18 estaven classificades com a «altres inactius».

### Ingressos
El 2009 a Soissons-sur-Nacey hi havia 117 unitats fiscals que integraven 310 persones, la mediana anual d'ingressos fiscals per persona era de 17.264 €.

### Activitats econòmiques
Dels 6 establiments que hi havia el 2007, 1 era d'una empresa de fabricació d'altres productes industrials, 2 d'empreses de construcció, 2 d'empreses de comerç i reparació d'automòbils i 1 d'una entitat de l'administració pública.
L'únic servei als particulars que hi havia el 2009 era un electricista.

## Equipaments sanitaris i escolars
El 2009 hi havia una escola maternal integrada dins d'un grup escolar amb les comunes properes formant una escola dispersa.

## Poblacions més properes
El següent diagrama mostra les poblacions més properes.